# GITANE
GITANE（ジターン）は、日本のロックユニット。

## メンバー
- 森岡純 / JUN ELDING（ボーカル）

結成前はPTON!のヴォーカルとして活動。PTON!解散後は、ソロ活動を行なっていた。スウェーデン移住後、現地で結婚し「エルディング純（JUN ELDING）」名義で活動。
- 本田毅（ギター）

PERSONZのギタリストとして活動していたが、1992年に脱退。その後2002年に再加入。
- 本田聡（ベース）

毅の実弟。
G.D.FLICKERSの元ベーシスト。Rittz、VERSUS、buG、fringetritoneを経て、現在はサトシホンダドットコムで活動中。 プレイングマネージャーとして自主レーベル「buG in the HEAD」の代表も務める。

## 概要
1998年10月31日、結成を発表。同年12月13日、渋谷ONAIR EASTのライブイベントにて初ライブを行う。
1999年4月、徳間ジャパンコミュニケーションズからシングル「COUNT DOWN」でデビュー。同レーベルからシングル4枚、アルバム2枚リリース、イーストウエスト・ジャパンからシングル1枚、アルバム1枚リリースした。
2000年、平行して森岡が「Little Viking（リトル・バイキング）」名義でソロ活動を開始。
2002年12月、活動休止。その後、森岡はスウェーデンへ移住。
2017年末、本田聡から20周年に合わせた活動再開の提案があり、集まった3人は話し合いで「GITANEの音楽が今の時代にどう受け止められるか知りたい」との意見で一致し、再始動をすることを決定。
2019年7月20日、結成20周年を記念して17年ぶりに再始動ライブを行った。
2025年、6年ぶりの再集結ライブを予定。

## ディスコグラフィ

### DVD
- ANALYZED VISION～Vambalize Dannalize～（2000年11月22日発売、TKBA-1010）
- GITANE 20th Anniversary LIVE 2019『Defragmentation』DVD（2019年12月25日発売、BITH-018）

## タイアップ一覧
| 使用年 | 曲名       | タイアップ                                                   |
| ------ | ---------- | ------------------------------------------------------------ |
| 1999年 | COUNT DOWN | 読売テレビ・日本テレビ系『ダウンタウンDX』エンディングテーマ |
| 1999年 | DAMAGE     | 読売テレビ・日本テレビ系『ダウンタウンDX』エンディングテーマ |
| 2000年 | PENALTY    | TBS系『SPORTS & NEWS』テーマソング                           |
| 2002年 | MONOLOGUE  | テレビ東京系『爆NEW』オープニングテーマ                      |
| 2002年 | MONOLOGUE  | 映画『REFLECTION 呪縛の絆』主題歌                            |